# Aeroport Internacional de Djerba
L'Aeroport Internacional de Djerba-Zarzis (àrab: مطار جربة جرجيس الدولي, Maṭār Jarba Jarjīs ad-Duwalī), abans Aeroport Internacional de Jerba-Mellita (àrab: مطار جربة مليتة الدولي, Maṭār Jarba Mallīta ad-Duwalī), és un aeroport situat al nord-oest de l'illa de Djerba, al costat de la vila de Mellita (al sud-est de l'aeroport), en una zona quasi desèrtica sense vegetació, a 8,5 km a l'oest de la ciutat de Houmt Souk, que rep bona part del turisme de Tunísia sobretot d'Alemanya i Itàlia. El seu codi és DJE.
Inicialment es va dir Aeroport de Djerba-Mellita, però l'increment del turisme va obligar a ampliar-lo diverses vegades fins que fou convertit en Aeroport Internacional que porta el nom de Djerba-Zarzis (Zarzis és una ciutat a la costa continental)
El seu trànsit el 2005 va superar els dos milions i mig de passatgers i s'està ampliant per tenir una capacitat de quatre milions de passatgers. Està administrat per l'Oficina de Ports Aeris de Tunísia (OPAT, del 1970 al 1998 Oficina de l'Aviació Civil i dels Aeroports, OACA) que depèn del Ministeri de Transports de Tunísia.